# Lasippa elea
Lasippa elea är en fjärilsart som beskrevs av Hans Fruhstorfer 1908. Lasippa elea ingår i släktet Lasippa och familjen praktfjärilar. Inga underarter finns listade i Catalogue of Life.